# Pherekrateus
Der Pherekrateus ist in der antiken Metrik ein siebensilbiges äolisches Versmaß.  In der metrischen Formelnotation wird es mit pher abgekürzt. Man unterscheidet die folgenden beiden Formen:
1. Pherekrateus (pher1): —◡◡—◡—◡
2. Pherekrateus (pher2): ◡◡—◡◡—◡
Das Versmaß ist nach dem attischen Komödiendichter Pherekrates benannt.
Der Pherekrateus kann als katalektischer Glykoneus aufgefasst werden. Er erscheint als dritter Vers in der asklepiadeischen Strophe, zum Beispiel bei Horaz, oder als vierter Vers in der glykoneischen Strophe, zum Beispiel bei Catull. Bei Martianus Capella findet er sich monostichisch.
Wird allgemein vom "Pherekrateus" gesprochen, ist zumeist der 2. Pherekrateus gemeint.
In der deutschen Dichtung finden sich beide Formen des Verses in Friedrich Leopold Stolbergs Wiegenlied zu singen für meine Agnes; die ersten beiden Verse jeder Strophe sind 1. Pherekrateen, der dritte Vers, der als Kehrreim durch alle Strophen wiederkehrt, ist ein 2. Pherekrateus. Die erste Strophe:
Lieblicher Knab', ich wiege

Singend dich ein in Schlummer,

Knabe, lächle noch einmal!
Vierzeilige Strophen mit ausschließlich 2. Pherekrateen verwendet Josef Weinheber in einer vierstrophigen Ode. Die erste Strophe:
Dennoch: Ist nicht des Menschen

Glück, sich fallen zu lassen?

Unterm Schauer des Fremden

Ganz, und wie in ein Dickicht
Häufig wird der Pherekrateus im Zusammenspiel mit anderen Versen verwendet. Ludwig Hölty nutzt für die Gedichte Maigesang und An Daphne eine der glykoneischen Strophe (auf drei Glykoneen folgt ein Pherekrateus) entsprechende pherekratische Strophe (auf drei Pherekrateen folgt ein Glykoneus). Die erste Strophe von An Daphne:
Birg die schmachtenden Augen,

Wo die Götter der Liebe

Ihre Pfeile vergolden,

Birg die schmachtenden Augen mir!
Der Vergleich des ersten mit dem vierten Vers verdeutlicht dabei die enge Verwandtschaft von Glykoneus und Pherekrateus.
Die asklepiadeische Strophe wurde auch in der deutschen Odendichtung viel genutzt; in ihr findet sich der Pherekrateus als dritter Vers, wie in der ersten Strophe von Friedrich Gottlieb Klopstocks bekanntem Gedicht Der Zürchersee:
Schön ist, Mutter Natur, deiner Erfindung Pracht

Auf die Fluren verstreut, schöner ein froh Gesicht,

Das den großen Gedanken

Deiner Schöpfung noch einmal denkt.
Der Pherekrateus erscheint auch als Bestandteil größerer Verse. Der Priapeus ist zusammengesetzt aus einem Glykoneus und einem ihm folgenden Pherekrateus; der erste Vers von Friedrich Rückerts An J. von Hammer:
Jüngst am blühenden Rosenhag sprach mit wichtiger Miene
"Sprach mit wichtiger Miene" ist der Pherekrateus. Im Hexameter kann der erste Halbvers die Form eines Pherekrateus annehmen, wenn bei dreisilbigem dritten Fuß die Zäsur zwischen dessen leichten Silben liegt (Katà tríton trochaíon); Der erste Vers von Johann Wolfgang Goethes 21. venezianischem Epigramm:
Emsig wallet der Pilger! Und wird er den Heiligen finden?
"Emsig wallet der Pilger!", der erste Halbvers hat die Form eines Pherekrateus.